# Herenhuis 'De Heuvel'
Herenhuis 'de Heuvel' in het Park te Rotterdam was het hoofdgebouw van de voormalige buitenplaats 'de Heuvel'. Het pand is rijksmonument en onderdeel van het beschermde stadsgezicht Scheepvaartkwartier.
Het huis is circa 1750 gebouwd als eenlaagspand met mezzaninoverdieping, eenlaags zijvleugels en een omlijste ingang in empirestijl. Het heeft als woonhuis gediend van een aantal bekende Rotterdamse families: van 1799-1819 was J.J. Elsevier eigenaar, en vanaf 1866 de houthandelaar en verzamelaar Abraham van Stolk Corneliszoon. Het lag oorspronkelijk tegen een zomerdijkje met de voorgevel gericht op de Westzeedijk. Rond 1855 werd de situatie gewijzigd en werd de voorgevel verplaatst naar de kant van de Nieuwe Maas. In 1875 werd het pand met de buitenplaats aangekocht door de Gemeente Rotterdam. In 1900 werd het terrein van de buitenplaats toegevoegd aan Het Park.
Vanaf 1910 werd het pand gebruikt door onder meer het Rode Kruis en de Academie van Beeldende Kunsten. Met de manifestatie Fenomena in 1985 kreeg het pand een horecabestemming en werd het in gebruik genomen als restaurant. Na aankoop door Stadsherstel Historisch Rotterdam N.V. is het pand in 1996 gerestaureerd onder leiding van restauratiearchitect Ir. A. van der Zwan. Na sluiting van het restaurant werd het pand onder de naam 'Het Heerenhuys' in gebruik genomen als locatie voor bruiloften en recepties. Sinds 1 mei 2018 is er weer een dagzaak gevestigd: café 'Dudok in het Park'.
Naast het herenhuis staat het naar ontwerp van J.F. Metzelaar rond 1870 in vroege chaletstijl uitgevoerde, wit gepleisterde, koetshuis met bovenwoning. Sinds 2015 in gebruik bij 'Parkcafé Parqiet'. 